# Michigan State University
Michigan State University er et universitet i East Lansing, Michigan, USA, der er undervisningssted for ca 46.000 studerende. Universitetet blev grundlagt i 1855. Universitetets sportshold kaldes Michigan State Spartans.
Af kendte studerende på Michigan State University kan blandt andet nævnes Morten Andersen Debbie Stabenow, Magic Johnson, Richard Ford og James Caan.